# Vegetariánství

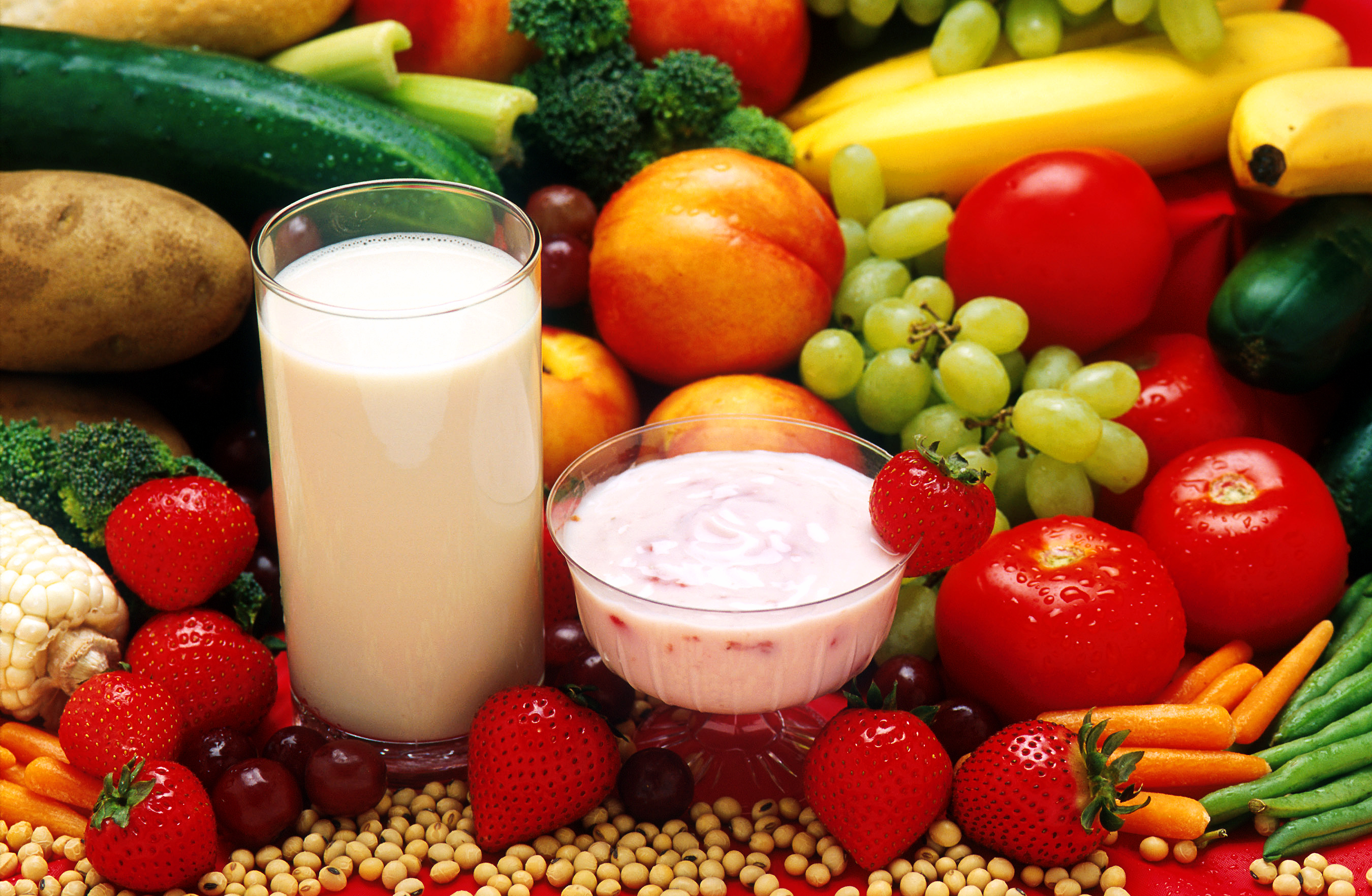
Vegetariánská strava je odvozena od rostlin, může být s mléčnými výrobky/vejci nebo bez nich, ale je bez masa.

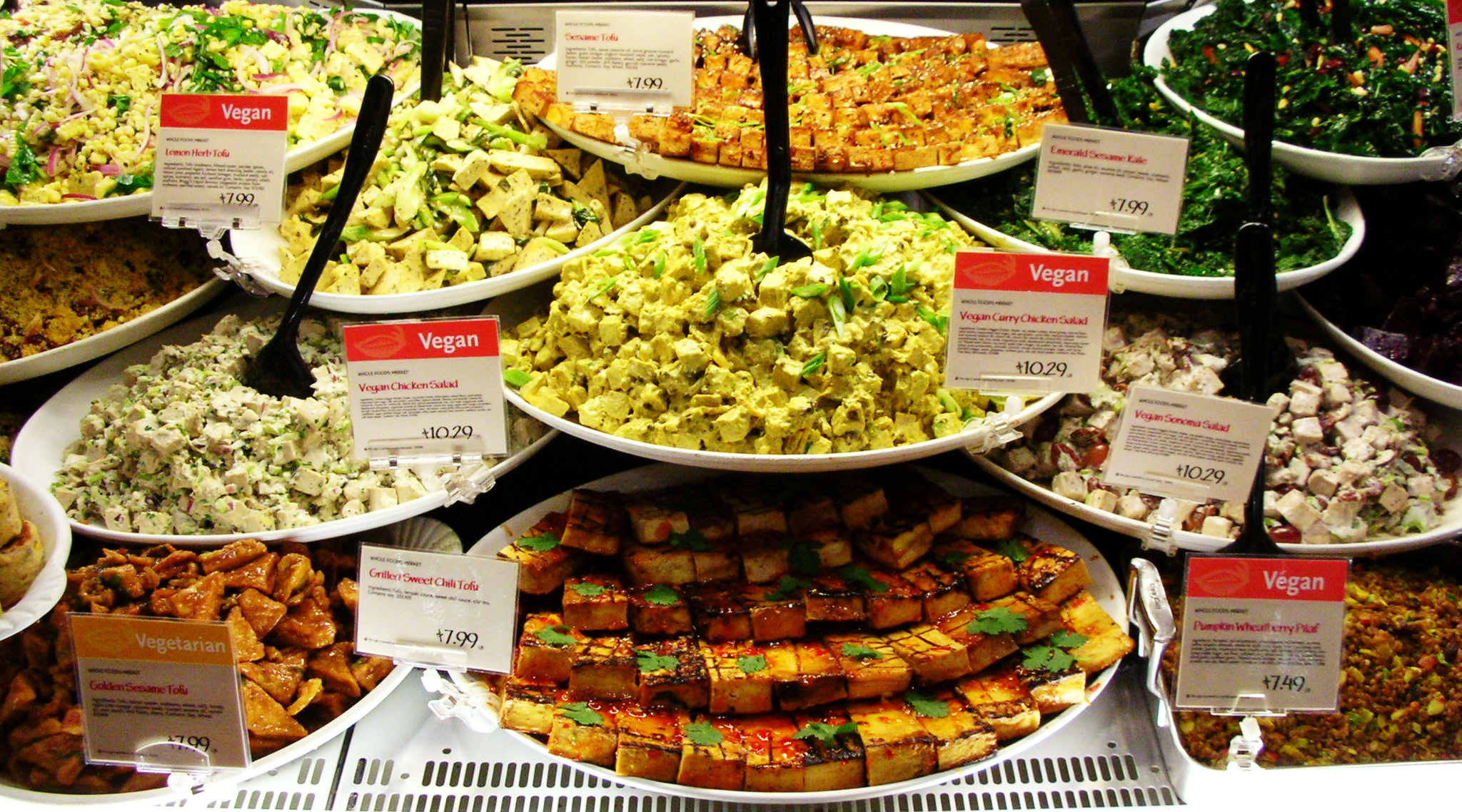
Různé veganské a vegetariánské lahůdky.

Vegetariánství je způsob lidského stravování (diety), kdy je z jídelníčku vyloučeno maso (červené maso, drůbež, mořské plody, ryby a maso z jiných živočichů). Může zahrnovat vyloučení dalších produktů z porážky zvířat jako jsou vnitřní orgány, kůže a kožní deriváty. Dobře plánovaná vegetariánská strava poskytuje ve všech fázích života všechny živiny v potravě na stejné úrovni jako mají jedlíci masa.
K vegetariánství se lidé hlásí z různých důvodů. Mnoho lidí nejí maso z etických důvodů, z úcty ke zvířatům, aby vyloučili jejich bolest a stres. Tyto etické motivace uzákoňují různá náboženská vyznání a jsou sdíleny obránci práv zvířat. Další motivace k vegetariánství souvisí se zdravím a ekologickými, kulturními, estetickými, ekonomickými nebo osobními preferencemi. Existují rozdílné druhy vegeteriánské stravy: ovovegetariánství (zahrnuje vejce, ale ne mléčné výrobky), laktovegetariánství (zahrnuje mléčné výrobky, ale ne vejce) a laktoovovegetariánství (zahrnuje vejce i mléčné výrobky). Veganská strava vylučuje všechny produkty živočišného původu včetně vajec, mléčných výrobků a medu. Někteří vegani se také vyhýbají dalším živočišným produktům jako jsou včelí vosk, oděvy z kůže, hedvábí nebo krém na boty z husího tuku.
Stopy či větší množství masných produktů se může vyskytovat v různých výrobcích: různé zpracované potraviny, např. koláče, sušenky nebo bonbóny často obsahují nepřiznané živočišné složky (například barviva, leštidla, syřidla), i když v EU platí povinné uvádění složení potravin. Vegetariáni se nicméně liší v postojích týkajících se těchto složek. Někteří si nemusí být vědomi role zvířecího syřidla obvyklého při výrobě sýrů, a proto mohou tyto výrobky nevědomky spotřebovávat, ale jiní nemusí mít s jeho spotřebou problém.
Polovegetariánská (semivegetariánská, částečně bezmasá) strava se skládá převážně z vegetariánských jídel, ale může zahrnovat občasnou konzumaci ryb, drůbeže i jiných druhů masa. Ti, jejichž strava obsahuje ryby nebo drůbež, někdy definují pojem maso pouze jako maso savců a mohou se identifikovat s vegetariánstvím. Pescetariánská strava je popisována jako „ryby ano, ale žádné jiné maso“.

## Etymologie

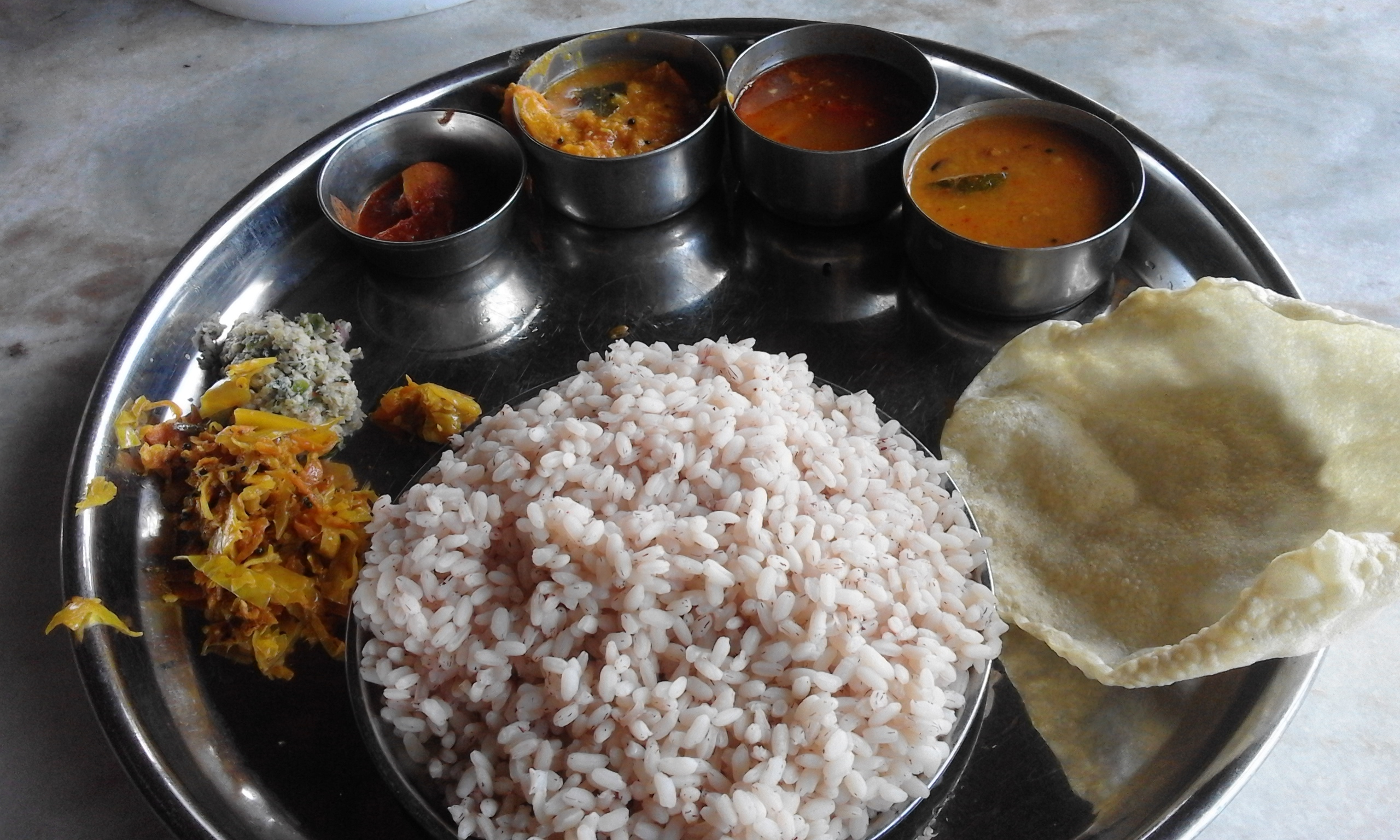
Vegetariánský oběd v indické Mysore

V angličtině se slovo vegetarian používá od roku 1839 a významem odpovídá tomu, co se dříve označovalo jako „rostlinná strava“. Má se za to, že jde o spojení anglického slova vegetable (rostlina) a přípony -arian (jako v agrarian). (John Davis dokazuje, že pravděpodobně nebylo odvozeno z latinského slova vegetus.)
Termín byl zpopularizován, když byla založena vegetariánská společnosti v Manchesteru ve Velké Británii v roce 1847. Nejranější výskyty termínu se zdají mít souvislost s Alcottovým domem, školou na severu londýnské části Ham Common, otevřeným v červenci 1838 Jamesem Pierrepontem Greavesem. Od roku 1841, kdy byl známý jako Concordium nebo Industry Harmony College, instituce vydávala vlastní brožury „The Healthian“, které obsahují jeden z prvních výskytů výrazu „vegetarian“.

## Dějiny
Nejstarší záznam o vegetariánství pochází již ze 7. století př. n. l.; jasné vyjádření ideje nezabíjení zvířat se objevilo v souvislosti s odklonem od védského náboženství k hinduismu a buddhismu, který vštěpoval toleranci vůči všem živým bytostem.
Vegetariánství bylo praktikováno také přibližně o sedm století později (mezi lety 30 př. n. l. a 50 n. l.) v severním thráckém regionu: příslušníci kmene Mezů, který obýval dnešní Srbsko a Bulharsko, se živili medem, mlékem a sýry.
V indické kultuře byla (bezmasá) strava úzce spojena s myšlenkou nenásilí ke zvířatům (ahinsá) a byla podporována náboženskými skupinami a filozofy. Starověké indické dílo Tirukkural výslovně a jednoznačně klade důraz na vegetariánství a nezabíjení. Dvacátá šestá kapitola Tirukkuralu se od dvojverší 251 po 260 zabývá vegetariánstvím. Význam lékařský nebo očistný mělo vegetariánství mezi Řeky, starověkými Egypťany a dalšími.
Indický císař Ašóka prosazoval ochranu fauny: 
| „                                           | Bohům milý král Prijadaršin takto praví: když jsem byl pomazán 26 let, zakázal jsem zabíjet tyto druhy zvířat, (totiž): papoušky, špačky, aruna (červený pták), čakraváky, labutě, namdimukly, geláty (druhy vodních ptáků), netopýry, vodní mravence, želvy, bezkosté ryby, védavéjaky, gangapuputaky, samkudžamuchy (?), želvy a dikobrazy, veverky, (velikého) jelena, volně pobíhající býky, havěť v domácnosti (tj. kočky, myši, iguany atd.), nosorožce, šedé holuby, vesnické holuby a všechny čtyřnožce, kteří nejsou k užitku ani k jídlu. Kozy, ovce ani prasnice březí nebo krmící mladé nesmějí být zabíjeny ani jejich mladé do 6 měsíců. Z kohoutů se nesmějí dělat kapouni. Nebudou páleny slupky (řezanka) s živými tvory. Lesy nebudou vypalovány ani bezdůvodně, ani kvůli mýcení, živý tvor se nemá živit jiným živým tvorem. | “ |
| — Ašókovy edikty, pátý pilíř; český překlad | |   |

Povinné označení pro rozlišení vegetariánských výrobků (zeleně) od nevegetariánských (červeně) v Indii

V návaznosti na pokřesťanštění Římské říše v pozdní antice vegetariánství z Evropy i jiných kontinentů prakticky zmizelo, s výjimkou Indie. Ve středověké Evropě několik mnišských řádů omezovalo nebo zakazovalo konzumaci masa z asketických důvodů, ale žádný nevylučoval konzumaci ryb. (Středověká definice "ryb" zahrnovala zvířata jako tuleně, sviňuchy, delfíny, bernešky, papuchalky či bobry.) Vegetariánství se znovu objevilo během renesance a více se rozšířilo v 19. a 20. století. V roce 1847 byla ve Spojeném království založena první vegetariánská společnost; Německo, Nizozemsko a další země následovaly. Mezinárodní vegetariánská unie byla založena v roce 1908. V západním světě rostla v důsledku výživových, etických a později ekologických a ekonomických otázek popularita vegetariánství v průběhu 20. století.

## Typy

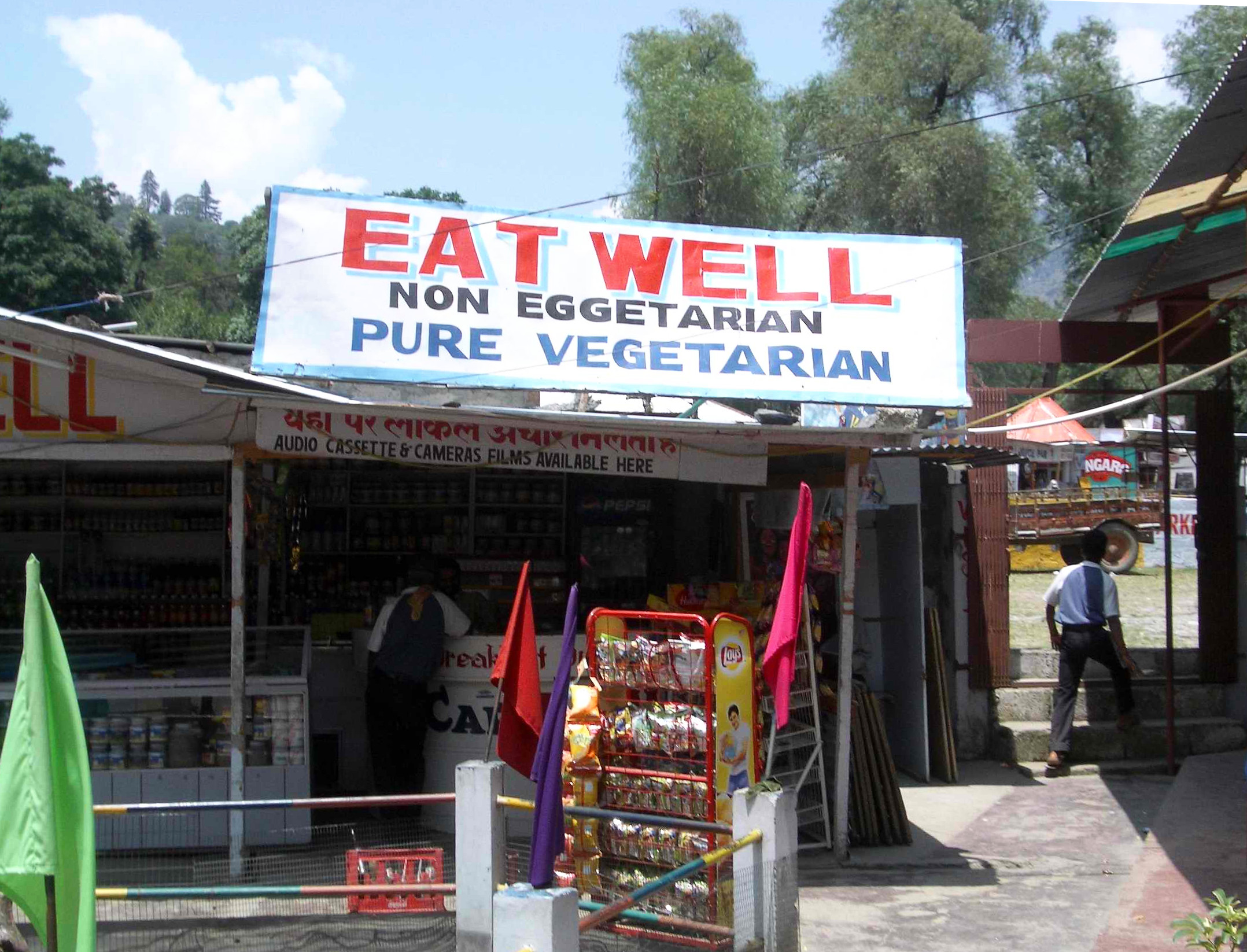
Silniční kavárna v Kullu v Indii

Existuje řada typů vegetariánské stravy, které vylučují nebo naopak zahrnují různé potraviny.
|                        | maso | vejce | mléčné produkty |
| ---------------------- | ---- | ----- | --------------- |
| Laktoovovegetariánství | Ne   | Ano   | Ano             |
| Ovovegetariánství      | Ne   | Ano   | Ne              |
| Laktovegetariánství    | Ne   | Ne    | Ano             |
| Veganství              | Ne   | Ne    | Ne              |

- Buddhistické vegetariánství. Různé buddhistické tradice mají odlišná učení o stravě, která také mohou lišit nařízeními pro mnichy a jeptišky. Mnoho lidí interpretuje přikázání „nezabiješ“ tím, že požadují abstinenci od masa, ale ne všichni. Na Tchaj-wanu vegetariánství vylučuje všechny produkty živočišného původu, ale také zeleninu z rodu Allium (zelenina, která má vůni cibule a česneku): cibuli, česnek, jarní cibulku, pórek, pažitku nebo šalotku.
- Frutariánství povoluje pouze ovoce, ořechy, semena a jiné části rostlin, které mohou být získány bez poškození rostliny.[29]
- Džinistické vegetariánství zahrnuje mléčné výrobky, ale vylučuje vejce a med, stejně jako kořenovou zeleninu.
- Makrobiotická dieta se skládá převážně z celozrnných obilovin a bobovitých rostlin (luštěnin).
- Laktovegetariánství dovoluje mléčné výrobky, ale ne vejce.[30]
- Ovovegetariánství dovoluje vejce, ale ne mléčné výrobky.
- Laktoovovegetariánství dovoluje zvířecí výrobky jako jsou vejce, mléko a med.
- Sattvická strava (také známá jako jogínská) je založená na rostlinné stravě a může zahrnovat mléčné výrobky (ne vejce) a med, ale vylučuje vše z rodu Allium (cibule, česnek, pažitka), červenou čočku, duriánové ovoce, houby, modré sýry, fermentované potraviny nebo omáčky a alkoholické nápoje. Často také vylučuje kávu, černý či zelený čaj, čokoládu, muškátový oříšek nebo jakýkoli jiný typ povzbuzujícího prostředku, jako je např. ostré koření.
- Veganství vylučuje veškeré zvířecí maso a vedlejší produkty živočišného původu, jako jsou mléko, med a vejce, stejně jako položky rafinované (čištěné) nebo vyráběné pomocí  takového produktu, např. živočišným uhlím rafinovaný bílý cukr nebo na živočiších testovanou jedlou sodou.
  - Vitariánství (syrové veganství) zahrnuje pouze čerstvé a nevařené ovoce, ořechy, semena a zeleninu. Zelenina může být ohřívána pouze na určitou teplotu, například za použití sušičky na ovoce.[31]

V rámci tzv. "ovo-" skupin existuje mnoho lidí, kteří odmítají konzumovat oplodněná vajíčka (ta s balutem jsou extrémní příklad). 
Někteří vegetariáni se vyhýbají potravinám, které by mohly obsahovat nepřiznané zvířecí přísady, a potravinám, při jejichž výrobě se používají živočišné produkty; například cukru, který je bělený živočišným uhlím, sýrům, vyráběným s použitím zvířecích syřidel (enzymů ze žaludeční sliznice zvířat), želatině (získané z kolagenu ze zvířecích kůží, kostí a pojivových tkání), některému třtinovému cukru (ale ne cukru z cukrové řepy) a jablečnému džusu/alkoholu čištěnému želatinou nebo drcenými měkkýši a jeseterem; zatímco ostatní vegetariáni si toho nejsou vědomi, nebo jim takové přísady nevadí.
Někdo se sám označuje za „vegetariána“, i když praktikuje polovegetariánství, protože některé definice připouštějí možnost konzumace ryb, případně za zakázané považují pouze maso savců, zatímco jiné definice vylučují ryby a jakékoliv zvířecí maso.> V jiných případech se jedinci mohou označovat za „flexitariány“.
Takto se mohou stravovat i ti, kteří snížili spotřebu zvířecího masa jako způsob přechodu ke kompletní vegetariánské stravě nebo kvůli zdraví, etice, z ekologických nebo jiných důvodů. Pod polovegetariánskou stravu patří:
- Makrobiotická strava se skládá převážně z celozrnných obilovin a bobovitých rostlin (luštěnin), ale může někdy obsahovat ryby.
- Rybo-vegetariánství (pescetariánství) zahrnuje ryby a případně jiné formy tzv. plodů moře;
- „Kuře-rybovegetariánství“ (pescopollovegetariánství, pollopescetariánství) zahrnuje drůbež a ryby, nebo pouze „bílé maso“;
- Kuře-vegetariánství (pollotariánství) zahrnuje kuřecí maso a případně další drůbež;

Polovegetariánství je zpochybňováno vegetariánskými skupinami jako je Vegetariánská společnost, která uvádí, že vegetariánství vylučuje konzumaci jakéhokoli zvířecího masa.

## Zdravotní účinky
| V průměru vegetariáni konzumují nižší podíl kilojoulů z tuku (zejména nasycených mastných kyselin), méně celkových kilojoulů, více vlákniny, draslíku a vitamínu C než nevegetariáni. Vegetariáni mají obecně nižší index tělesné hmotnosti. Tyto charakteristiky a jiné faktory životního stylu související s vegetariánskou stravy mohou přispět k pozitivním výsledkům v oblasti zdraví, které byly identifikovány mezi vegetariány. |
| Dietary Guidelines for Americans, 2010 – A report issued by the U.S. Department of Agriculture and the U.S. Department of Health and Human Services |

Odborníci a lékaři se zcela neshodují na tom, jaké jsou účinky vegetariánství. Některé studie ukazují, že ve srovnání s lidmi, kteří jí maso, mají vegetariáni nižší výskyt mnoha nepřenosných onemocnění, včetně srdečních chorob, cukrovky 2. typu a cévně mozkových onemocnění. Vegetariánská strava podle této publikace snižuje riziko rakoviny, s výjimkou rakoviny prsu.
Jiná studie však ukázala, že dospělí vegetariáni v Rakousku mají obecně horší zdraví (ve smyslu rakoviny, alergií a duševních poruch) a také potřebují více zdravotní péče. Ve studovaném vzorku rakouské populace měli vegetariáni rovněž horší sociální vztahy a obecně kvalitu života. Takové dopady má špatná vegetariánská strava zapříčiněná jednotvárností, kdy vegetariáni jí převážně "přílohy" a maso nenahradí pestrou stravou. Špatná vegetariánská strava může vést k hyperhomocysteinémii a poruchám krevních destiček; riziko může být kompenzováno dostatečnou konzumací potravin s vyšším obsahem vitaminu B12 a polynenasycených mastných kyselin.
Akademie výživy (USA) a Asociace kanadských dietologů uvádějí, že vhodně rozvržená vegetariánská strava je ve všech fázích života člověka „zdravá, nutričně vyvážená a poskytuje zdravotní přínos v prevenci a léčbě některých chorob“. Rozsáhlé studie prokázaly, že úmrtnost na ischemickou chorobu srdeční byla u vegetariánských mužů o 30 % a u vegetariánských žen o 20 % nižší, než u nevegetariánů. Vegetariánská strava znamená nižší množství nasycených tuků, cholesterolu a živočišných bílkovin, a vyšší obsah sacharidů, vlákniny, hořčíku, draslíku, kyseliny listové a antioxidantů, jako je vitamín C a E, a fytochemikálií.
Vztah mezi vegetariánskou stravou a zdravím kostí zůstává nejasný. Podle některých studií vegetariánský životní styl může být spojen s nedostatkem vitaminu B12 a nízkou hustotou minerálů v kostech. Avšak studie vegetariánské a nevegetariánské dospělé populace na Tchaj-wanu nenalezla mezi oběma skupinami významný rozdíl v hustotě minerálů v kostech. Další studie, které zkoumaly negativní dopady živočišných bílkovin na zdraví kostí, naznačují, že vegetariáni mohou být méně náchylní k osteoporóze než všežravci, vegetariánské osoby měly větší hustotu minerálů v kostech a zvýšenou tvorbu kostí.
Projekt „China-Cornell-Oxford“, dvacetiletá studie prováděná Cornellovou univerzitou, Oxfordskou univerzitou a čínskou vládou prokázal vztah mezi konzumací živočišných produktů a různými chronickými onemocněními jako je například ischemická choroba srdeční, cukrovka a rakovina prsu, prostaty a střev.

### Výživa

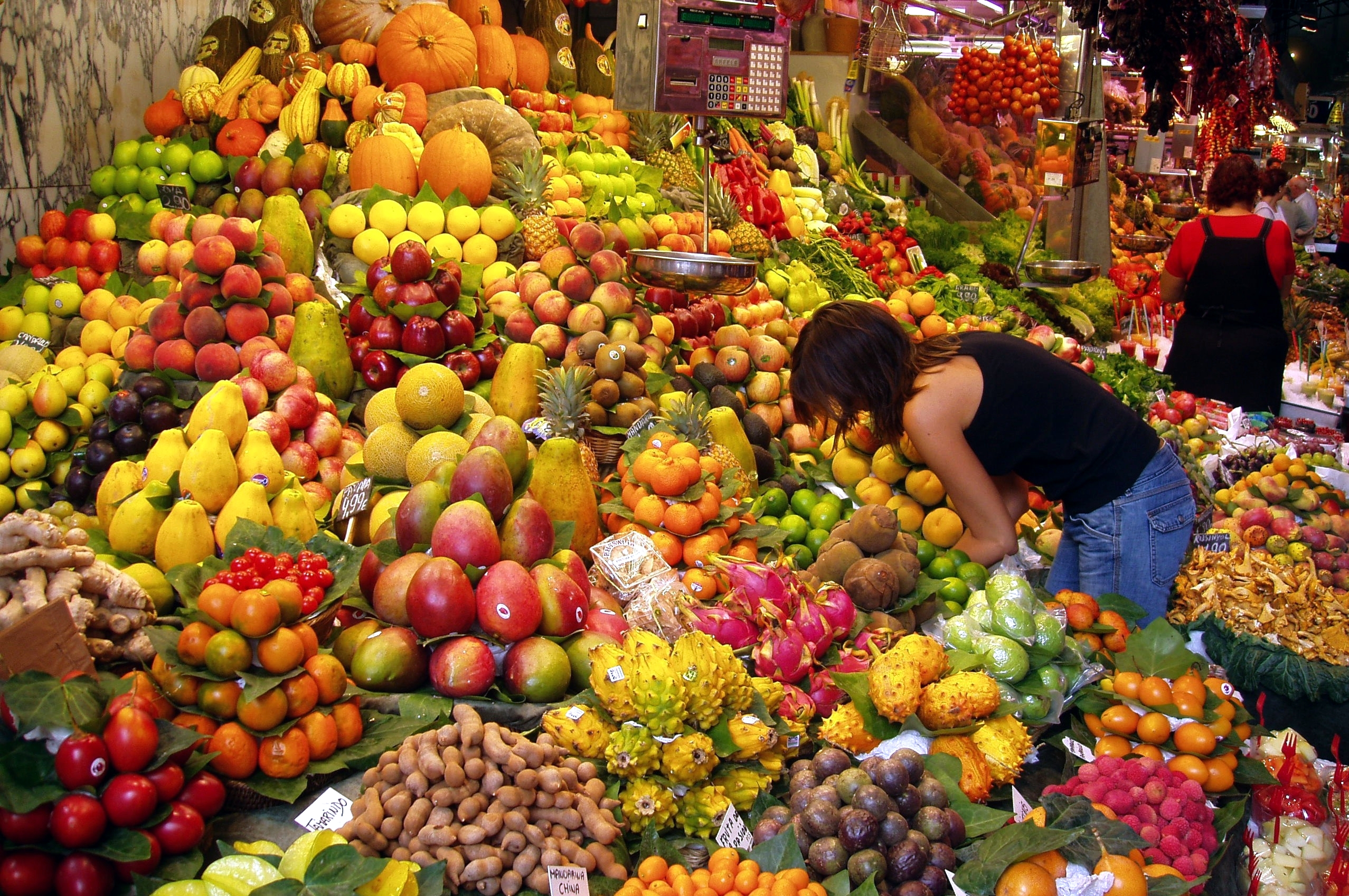
Stánek s ovocem v Barceloně

Západní vegetariánská strava je typická vysokým obsahem karotenoidů, ale relativně nízkým obsahem omega-3 mastných kyselin a vitaminu B12. Vegani mohou mít zvláště nízký příjem vitamínu B a vápníku, pokud nemají ve stravě dostatek položek jako je brukev zelná, listová zelenina, tempeh a tofu (sójové). Vysoké hladiny vlákniny, kyseliny listové, vitaminů C a E, a hořčíku a nízká spotřeba nasycených tuků jsou považovány za prospěšné aspekty vegetariánské stravy. Dobře plánovaná vegetariánská strava poskytuje ve všech fázích života všechny živiny v potravě na stejné úrovni jako mají jedlíci masa.

#### Bílkoviny
Příjem bílkovin je ve vegetariánské stravě nižší než při konzumaci masa, ale pro většinu lidí plní limit denní potřeby. Studie na Harvardově univerzitě, jakož i další klinické studie provedené v USA, Velké Británii, Kanadě, Austrálii, na Novém Zélandu a v různých evropských zemích potvrdily, že vegetariánská strava poskytuje dostatek bílkovin, pokud se jí celá paleta nejrůznějších rostlinných zdrojů. Velkými zdroji bílkovin jsou dýňová semínka, arašídové máslo, konopné semeno, mandle, pistácie, lněná semínka, tofu, ovesné vločky, sojové boby a vlašské ořechy. Bílkoviny jsou složeny z aminokyselin a obecný problém bílkovin získaných z rostlinných zdrojů je adekvátní příjem esenciálních aminokyselin, které nemohou být syntetizovány v lidském těle. Zatímco mléčné a vaječné výrobky poskytují komplexní zdroje bílkovin pro ovo-lakto vegetariány, významné množství všech osmi druhů esenciálních aminokyselin má jen několik zdrojů rostlin, včetně fazolí, sóji, konopných semen, chia semínek, laskavce, pohanky dýňových semen, spiruliny, pistácií, a merlíku chilského
Nicméně esenciální aminokyseliny mohou být získány tím, že se jídelníček obohatí o rostlinné zdroje, které v kombinaci poskytují všech osm esenciálních aminokyselin (např. hnědá rýže a fazole nebo hummus a celozrnná pita). Studie z roku 1994 zjistila, že pestrý příjem těchto zdrojů může být dostačující.

#### Železo
Vegetariánská strava obsahuje podobné množství železa jako nevegetariánská. Nicméně železo z vegetariánských jídel má nižší biologickou dostupnost než železo z masa a jeho vstřebávání může být brzděno dalšími potravinovými složkami. Podle Vegetariánské výzkumné skupiny je konzumace potravin, které obsahují vitamin C, jako jsou například citrusové plody nebo šťávy, rajčata nebo brokolice, dobrým způsobem, jak zvýšit množství železa vstřebávaného při jídle. Vegetariánská strava bohatá na železo zahrnuje černé fazole, kešu, konopná semena, fazole, brokolici, čočku, ovesné vločky, rozinky, špenát, hlávkové zelí, salát, hrách černé oči, sóju, řadu obilovin, slunečnicová semena, cizrnu, rajčatovou šťávu, tempeh, melasu, tymián a celozrnný chléb. Veganská strava může mít často vyšší obsah železa než vegetariánská, protože mléčné výrobky mají nízký obsah železa. Ukládání železa bývá nižší u vegetariánů než nevegetariánů a několik malých studií hlásí velmi vysokou míru nedostatku železa (až u 40 %, a u 58 % z příslušné vegetariánské či veganské skupiny). Nicméně Americká dietetická asociace uvádí, že nedostatek železa není častější u vegetariánů než nevegetariánů (dospělí muži mají jen zřídka nedostatek železa); nedostatkem železa způsobená chudokrevnost je vzácná bez ohledu na stravu.

#### Vitamin B12
Podle Národního institutu pro zdraví USA není vitamin B12 přítomen v rostlinách a přirozeně se vyskytuje v potravinách živočišného původu. Lakto-ovo vegetariáni mohou získat vitamín B12 z mléčných výrobků a vajec a vegani jej mohou získat z obohacených potravin (včetně některých sójových výrobků a některých obilovin) a potravinových doplňků. Vitamin B12 může také být získán z obohacených výtažků z kvasnicových produktů.
Doporučený denní příjem vitamínu B12 ve Spojených státech na den je 0,4 μg (0–6 měsíců), zvýšený na 1,8 μg (9-13 let), 2,4 μg (14 let a starší) a 2,8 μg (pro kojící ženy). I když denní požadavek těla na vitamin B12 je velmi malý, nedostatek vitamínu způsobuje anémii a nevratné poškození nervů.

#### Mastné kyseliny
Mezi zdroje omega-3 nenasycených mastných kyselin na rostlinné nebo vegetariánské bázi patří soja, ořechy, dýňová semínka, řepkový olej, kiwi, konopné semeno, řasy, chia semeno, lněný olej, hadincové semeno a listová zelenina jako je hlávkový salát, špenát, zelí a šrucha. Šrucha obsahuje více omega-3 nenasycených mastných kyselin než jakýkoli jiný známý druh listové zeleniny. Olivy (a olivový olej) jsou dalším důležitým rostlinným zdrojem nenasycených mastných kyselin. Rostlinná strava může poskytnout kyselinu alfa-linolenovou, kterou lidské tělo využívá k syntéze dlouhých řetězců n-3 mastných kyselin EPA a DHA. EPA a DHA mohou být ve vysokých množstvích získány z olejovitých ryb nebo rybího oleje. Vegetariáni a obzvláště vegani zvláště mají nižší hladinu EPA a DHA než jedlíci masa. Zatímco zdravotní účinky nízké hladiny EPA a DHA nejsou známy, je nepravděpodobné, že dodatečný přísun (suplementace) kyseliny alfa-linolenové výrazně zvýší jejich hladiny. V poslední době[kdy?] některé společnosti začaly nabízet vegetariánské DHA potravní doplňky s výtažky z mořských řas a doplňky jak s DHA, tak EPA. Celé mořské řasy nejsou vhodné pro dodatečný přísun, protože jejich vysoký obsah jodu omezuje maximální množství, které může být bezpečně snězeno. Některé řasy jako je spirulina jsou dobrým zdrojem gama-linolenové kyseliny (GLA), alfa-linolenové kyseliny (ALA), kyseliny linolové (LA), kyseliny stearidonové (SDA), eikosapentaenová kyseliny (EPA), dokosahexaenová kyseliny (DHA) a kyselina arachidonové (AA).

#### Vápník
Při správně naplánované stravě mají vegetariáni a vegani podobný příjem vápníku jako nevegetariáni. Laktoovo vegetariáni mohou získat vápník z mléčných výrobků.
Mléka rostlinného původu, která jsou obohacená vápníkem, jako je sojové a mandlové mléko, mohou přispět významným množstvím vápníku. Bylo také zjištěno, že vápník obsažený v brokolici, čínském zelí a kapustě je v těle dobře absorbován. Ač je obsah vápníku v jedné porci nižší v těchto druzích zeleniny než ve sklenici mléka, vstřebávání vápníku do těla je vyšší. Mezi ostatní potraviny, které obsahují vápník, patří tofu, melasa, vodnice, hořčice, sojové boby, tempeh, mandle, ibiškovec jedlý (okra), sušené fíky a tahini. I když vápník lze nalézt ve špenátu, mangoldu, fazolích a listech červené řepy, obecně nejsou považovány za dobrý zdroj vápníku, protože se v nich váže na kyselinu šťavelovou a je špatně vstřebáván. Kyselina fytová, která se nachází v ořeších, semenech a fazolích, může také ovlivnit úroveň vstřebávání vápníku.

#### Vitamin D
Dostatek vitaminu D lze získat při rozumném vystavení ultrafialovému záření ze slunečního světla. Výrobky obsahující mléko, sójové mléko a obilná zrna mohou být ochuceny tak, že slouží jako zdroj vitamínu D. Pro ty, kteří nejsou dostatečně vystaveni slunečnímu záření nebo nemají příjem vitaminu D z potravy, může být nezbytný jeho dodatečný přísun.

#### Vitamin D2
Vitamin D2 neboli ergokalciferol se nachází v houbách a vojtěšce (Medicago sativa subsp sativa). Tvoří se, pokud ultrafialové světlo aktivuje ergosterol (který se nachází v houbách; sterol z námelu). Jakékoliv ultrafialovým zářením osvícené houby obsahují kvasinkovou formu vitamínu D2.
Koncentrace vitamínu D2 v houbách je např. u syrové pečárky dvouvýtrusé 0,3 μg na 1 kg, je-li vystavena ultrafialovému světlu a syrová, tak 11,2 μg a u grilované 13,1 μg na 1 kg. Výhonky vojtěšky obsahují 4,8 μg vitamínu D2, 0,1 ug (4 IU) vitaminu D3na 1 kg.

### Dlouhověkost
Metaanalýza z roku 1999 kombinovala údaje z pěti studií ze západních zemí. Metaanalýza publikovala poměry úmrtnosti, kde nižší čísla ukazují méně úmrtí, a to: pro jedlíky ryb 0,82, pro vegetariány 0,84 a příležitostné masožravce (kteří jedí maso méně než jednou týdně) 0,84. Pravidelní konzumenti masa měli úroveň úmrtnosti 1,0, přičemž údaj pro vegany byl velmi nejistý (kdekoliv mezi 0,7 a 1,44) v důsledku příliš mála datových bodů. Studie uveřejnila počty úmrtí v každé kategorii a očekávané úrovně chyb pro každý poměr a také úpravy provedené na datech. Nicméně „nižší úmrtnost byla způsobena do značné míry relativně nízkou mírou rozšíření (prevalencí) kouření v těchto [vegetariánských] kohortách“. Z hlavních příčin studovaných úmrtí pouze jediný rozdíl v míře úmrtnosti byl přičítán k rozdílům ve stravování, jako závěr se uvádí: „... vegetariáni měli o 24 % nižší úmrtnost na ischemickou chorobu srdeční než nevegetariáni, nebyla ale prokázána souvislost vegetariánské stravy s dalšími hlavními příčinami úmrtí.“
Ve zprávě Úmrtnost britských vegetariánů je nastíněn podobný závěr:
„Britští vegetariáni mají nižší úmrtnost ve srovnání s běžnou populací. Jejich úmrtnost je podobná jako u srovnatelných nevegetariánů, což naznačuje, že velká část této výhody může být přičítána nestravovacím faktorům životního stylu, jako je například nízké rozšíření kouření a obecně vysoce sociálně-ekonomický status, nebo těm aspektům stravy, které nesouvisí s omezením konzumace masa a ryb.“
Statistické studie, které porovnávaly průměrné délky života v regionálních oblastech a místní stravu v Evropě, zjistily, že střední délka života je výrazně vyšší v jižní Francii, kde je rozšířená středomořská strava s málem masa a bohatá na rostliny, než v severní Francii, kde je častější strava s vysokým podílem masa.
Studie vypracovaná Ústavem preventivní a klinické medicíny (Bratislava) a Ústavem fyziologické chemie (Würzburg) se podívala na skupinu 19 vegetariánů (lakto-ovo) a použila ji pro srovnání se skupinou 19 všežravců vybraných ze stejného regionu. Studie zjistila, že tato skupina vegetariánů (lakto-ovo) má významně vyšší množství plazmy karboxymethyllysinu a konečné produkty pokročilé glykace v porovnání se skupinou nevegetariánů. Karboxymethyllysin je glykační produkt, který představuje „obecný marker oxidačního stresu a dlouhodobého poškození proteinů v procesu stárnutí, aterosklerózy a cukrovky“ a „konečné produkty pokročilé glykace mohou hrát významnou negativní roli v procesu aterosklerózy, cukrovky, stárnutí a chronického selhání ledvin.“

### Lékařské použití
V západní medicíně se pacientům někdy doporučuje dodržovat vegetariánskou stravu. Podle studií vědeckého časopisu Permanente Journal a Národního institutu pro zdraví (USA) vegetariánská strava může přispět ke snížení zdravotních rizik, jako jsou vysoký krevní tlak, kardiovaskulární onemocnění a vysoká hladina cholesterolu. Může vést i ke snížení množství léků předepisovaných při chronických onemocněních. Změna jídelníčku na rostlinnou bázi nebo vegetariánství má dramaticky pozitivní vliv na zdraví pacientů s chronickými nemocemi, mnohem větší než samotné cvičení.
Vegetariánská dieta byla použita jako léčba revmatoidní artritidy, ale důkazy, zda to je efektivní, jsou neprůkazné. Některé alternativní medicíny jako je ájurvéda a siddha předepisují vegetariánskou stravu jako běžný postup. 

### Fyziologie
Lidé jsou všežravci, schopní konzumovat širokou škálu rostlinných i živočišných materiálů. Existují domněnky, že raní hominidé se vyvinuli do pojídačů masa v důsledku velkých klimatických změn, které trvaly v době před třemi až čtyřmi miliony let, kdy pralesy a džungle vyschly a staly se otevřenými pastvinami, což otevřelo příležitosti k lovu a mrchožroutství.

### Poruchy příjmu potravy
Americká dietetická asociace naznačuje, že vegetariánské diety mohou být častější mezi adolescenty s poruchami příjmu potravy, ale důkazy naznačují, že samotné přijetí vegetariánské stravy nevede k poruchám příjmu potravy, ale spíš že „vegetariánská strava může být vybrána, aby maskovala existující poruchy příjmu potravy“. Další studie a prohlášení dietetiků a poradců podporují tento závěr.

## Etika a strava
Pro vegetariánství se uvádějí různé etické důvody, které jsou obvykle jsou založeny na zájmu o živočichy. V mnoha společnostech se objevují spory a debaty nad etikou pojídání zvířat. Někteří lidé, kteří nejsou vegetariány, odmítají jíst maso některých zvířat, jako jsou kočky, psi, koně nebo králíci, kvůli kulturním tabu; známé jsou zákazy pojídání hovězího masa u hinduistů a vepřového u muslimů. Jiní obhajují konzumaci masa z vědeckých, výživových a kulturních důvodů, včetně náboženských. Někteří masožravci se vyhýbají masu ze zvířat chovaných v určitých podmínkách, jako jsou například velkochovy, nebo se vyhýbají určitým potravinám, například telecímu nebo foie gras (ztučnělá játra vodních ptáků.) Někteří lidé dodržují vegetariánskou či veganskou stravu proto, že mají obavy z určitého způsobu úpravy, chovu a porážky zvířat. Jiní se vyhýbají masu, protože jeho produkce představuje větší zátěž pro životní prostředí.
Etické námitky založené na úctě ke zvířatům lze rozdělit na odpor k aktu zabíjení obecně a na odpor k některým praktikám spojených s produkcí masa.

### Etika zabíjení pro jídlo
Peter Singer, profesor Princetonské univerzity a zakladatel hnutí za práva zvířat, věří, že existují-li alternativní prostředky přežití, každý by měl zvolit možnost, která nezpůsobuje zvířatům zbytečnou újmu. Většina etických vegetariánů tvrdí, že jsou proti zabíjení zvířat k jídlu ze stejných důvodů jako proti zabíjení lidí k jídlu. Singer ve své knize Osvobození zvířat uvádí možné schopnosti vnímání u jiných než lidských bytostí, které dávají dostatečný podklad k tomu, aby se k nim přistupovalo podle utilitaristické etiky. Na tento argument odkazují aktivisté za práva zvířat a vegetariáni. Etičtí vegetariáni také věří, že zabití zvířete stejně jako zabití člověka, může být odůvodněno jen v krajních případech a že konzumace živého tvora pro jeho příjemnější chuť, pohodlí nebo výživové hodnoty není dostatečným důvodem. Další rozšířený názor je, že lidé si jsou morálně vědomi takového svého chování, kterého ostatní zvířata nejsou schopna, a proto podléhají přísnějším normám.
Odpůrci etického vegetariánství tvrdí, že zvířata nejsou morálně rovná člověku, a tak považují za mylné srovnávat pojídání dobytka se zabíjením lidí. Tento pohled neomlouvá krutost, ale tvrdí, že zvířata nemají práva, které má člověk.

### Mléko a vejce
Jedním z hlavních rozdílů mezi vegany a typickou vegetariánskou stravou je vyhýbání se vejcím a mléčným výrobkům jako je mléko, sýr, máslo a jogurt. Etičtí vegani nekonzumují mléčné výrobky a vejce, protože jejich výroba podle nich způsobuje zvířatům utrpení nebo předčasnou smrt.
Při průmyslové produkci mléka jsou telata oddělena od svých matek brzy po narození a buď poražena, nebo krmena mléčnou náhražkou za účelem zachování kravského mléka pro lidi. Vegani konstatují, že to porušuje přirozenou vazbu mezi matkou a teletem. Nechtění býčci jsou buď poraženi hned po narození nebo vykrmeni na telecí maso. Aby se prodloužila laktace, dojnice jsou pomocí inseminace udržovány téměř trvale březí. Asi po pěti letech, jakmile produkce mléka poklesne, jsou považovány za „vyčerpané“ a jsou poslány na porážku, kde se z nich získá maso a kůže. Přirozená délka života dojnice je asi dvacet roků.
Při produkci vajec v klecích i ve volném výběhu jsou nechtěná samčí kuřata krátce po vylíhnutí zlikvidována.

### Zacházení se zvířaty
Etické vegetariánství si získalo popularitu ve vyspělých zemích, zejména kvůli rozšíření velkochovů, rychlejší komunikaci a nárůstu povědomí o životním prostředí. Někteří lidé se domnívají, že současná úroveň poptávky po mase nemůže být splněna bez masové produkce, která ignoruje dobré zacházení se zvířaty, zatímco jiní věří, že praktiky jako dobře řízený volný výběh a porážka zvěře, zejména z druhů, jejichž přírodní predátoři byli významně eliminováni, mohou podstatně zmírnit požadavek na masovou produkci masa.[zdroj?]

### Klasická řecká a římská filozofie

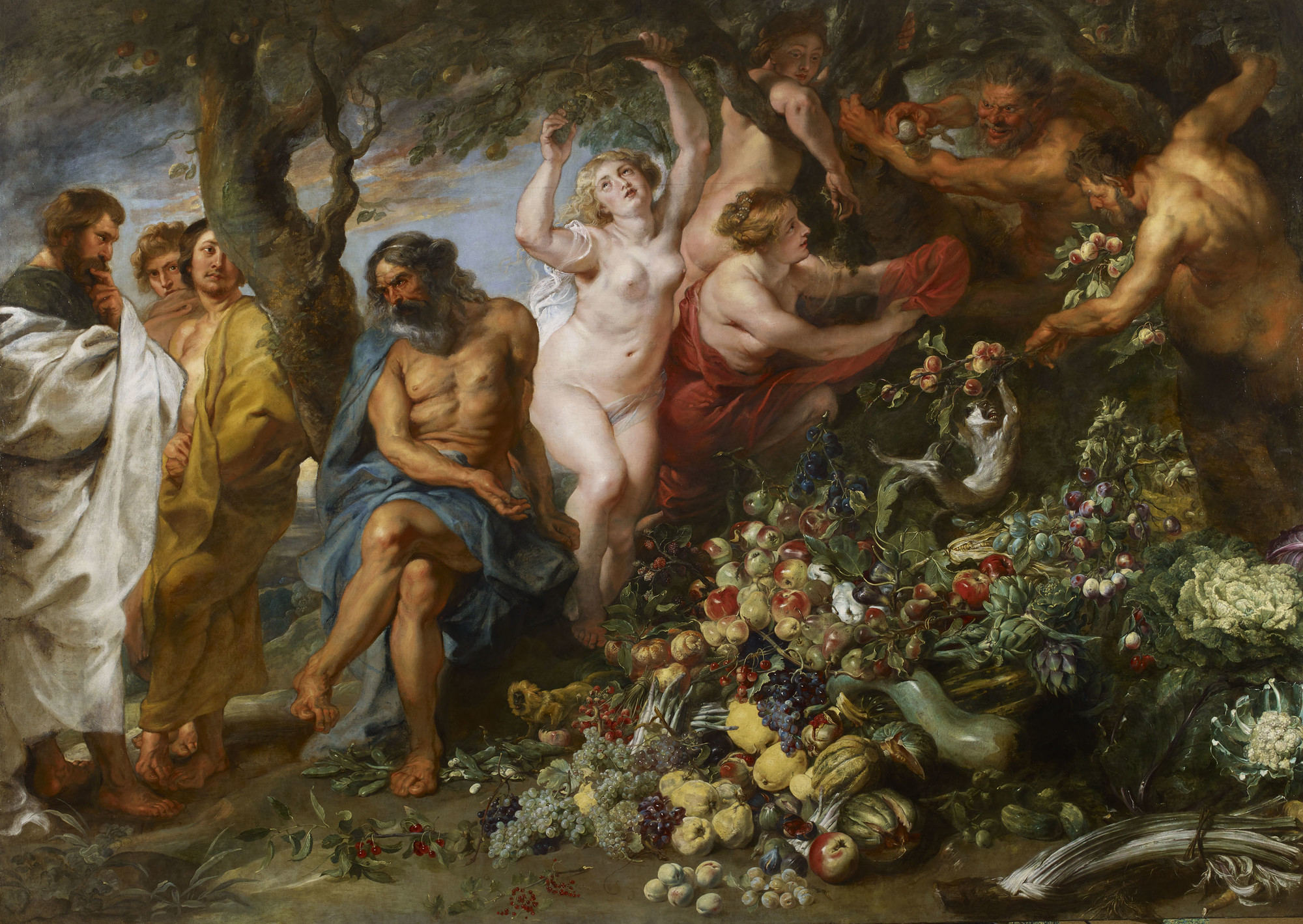
Rubensův obraz Pythagoras obhajuje vegetariánství

Starověká řecká filozofie měla dlouhou tradici vegetariánství. Pythagoras byl údajně vegetarián (a studoval na hoře Karmel, o které někteří historici tvrdí, že hostila vegetariánskou komunitu) a očekávalo se, že jeho následovníci budou také vegetariáni.
Římský spisovatel Ovidius uzavřel své životní dílo Proměny vzrušenou argumentací (pronesenou postavou Pythagora), že v zájmu toho, aby se lidstvo změnilo v lepší, harmonický druh, musí usilovat o humánnější sklony. Vegetariánství uvedl jako zásadní rozhodnutí v této proměně, vysvětluje své přesvědčení, že lidský život a život zvířat jsou tak propletené, že zabití zvířete je prakticky stejné jako zabití bližního.
| „                            | Všecko se stále mění, nic nezhyne. Bloudě přichází odtamtud duch sem, tam odtud, pak zase jinde v údy vniká, teď ze zvířat lidská těla vchází, do zvířat pak z nás a nepodléhá smrti nikdy… Nuž, by nepodlehl cit lidský žádosti žaludku, ustaňtež, hlásám, duše příbuzné z těla mrzkou vyplašovat vraždou a krví krev dále neživte. | “ |
| — Ovidius: Proměny, kniha XV | |   |

## Náboženství a dieta

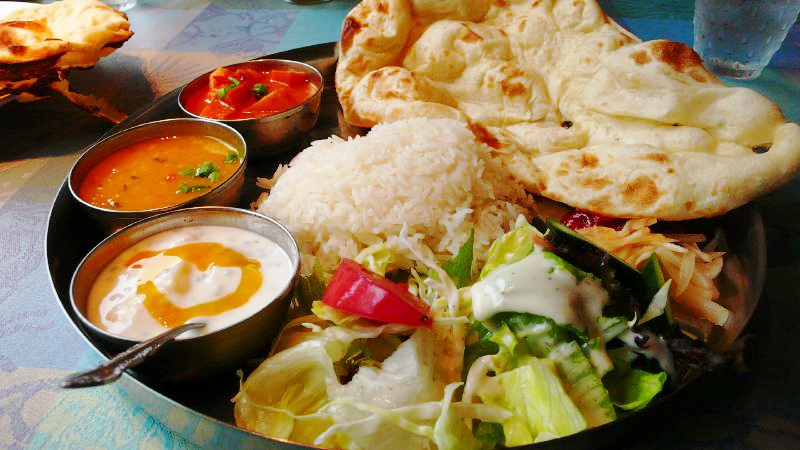
Indická kuchyně nabízí širokou škálu vegetariánských lahůdek, zde vegetariánská thali

Džinismus učí o vegetariánství jako o morálním chování, podobně jako to dělají některé hlavní skupiny v hinduismu. Buddhismus obecně nezakazuje konzumaci masa, zatímco mahájánský buddhismus podporuje vegetariánství jako příznivé pro rozvoj soucitu. Mezi další náboženská vyznání, které podporují vegetariánskou stravu, patří Adventisté sedmého dne, hnutí Rastafari, hnutí Ananda Marga a Hare Krišna. Sikhismus neporovnává spiritualitu se stravou a neurčuje, zdali strava má být vegetariánská nebo masitá.

### Bahá'í
I když v Bahá’í nejsou žádné dietní omezení, tak 'Abdu'l-Bahá, syn zakladatele náboženství, poznamenal, že vegetariánská strava skládající se z ovoce a obilovin by byla žádoucí, s výjimkou pro lidi se slabým kořínkem nebo nemocné. Prohlásil, že neexistují žádné požadavky na to, aby se bahá'íové stali vegetariány, ale že budoucí společnost by se postupně měla stát vegetariánskou. 'Abdu'l-Bahá také uvedl, že zabíjení zvířat je v rozporu se soucitem. Zatímco Shoghi Effendi, hlava víry Bahá'í v první polovině 20. století, uvedl, že čistě vegetariánská strava by byla vhodnější, neboť se vyhýbá zabíjení zvířat, tak on i Světový dům spravedlnosti, nejvyšší správní orgán Bahá'ísmu, uvádí, že tyto nauky nepředstavují praxi Bahá'í a že vyznavači Bahá'í si mohou vybrat k jídlu, co chtějí, ale měli by respektovat přesvědčení druhých.

### Buddhismus

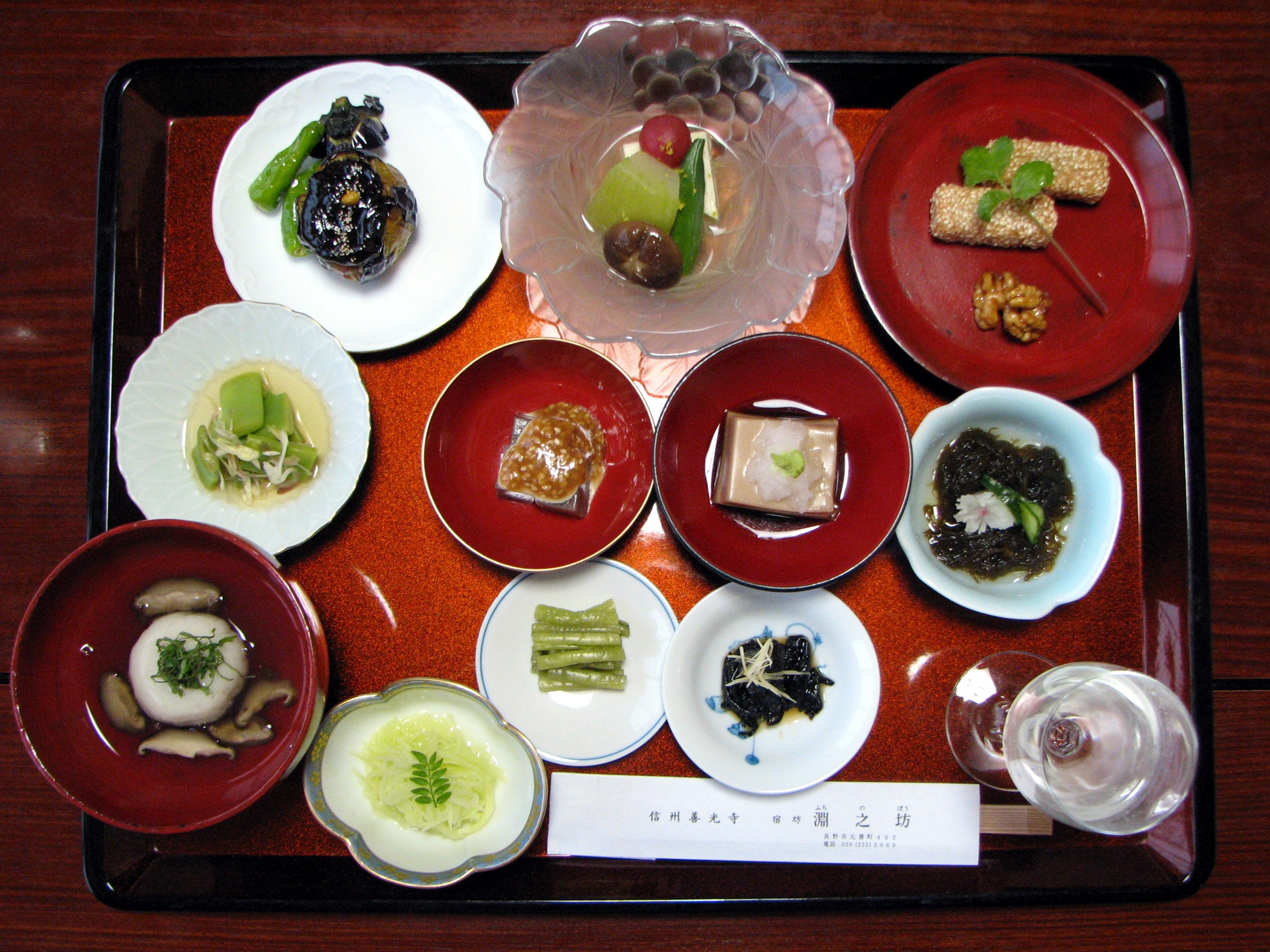
Vegetariánská večeře v japonském buddhistickém chrámu

Théravádisté obecně jedí maso. Pokud buddhističtí mniši „vidí, slyší nebo vědí“, že zvíře bylo zabito speciálně pro ně k jídlu, musí ho odmítnout, jinak spáchají přestupek. Nicméně toto nezahrnuje jedení masa, které bylo dáno jako almužna nebo zakoupeno. V théravádském kánonu Buddha nedával žádný komentář, který odrazuje od jedení masa (s výjimkou masa specifických druhů, jako je člověk, slon, kůň, pes, had, lev, tygr, levhart, medvěd a hyena), ale specificky odmítl ustanovit vegetariánství v jeho řádovém kodexu, když byl učiněn tento návrh.
V několika sanskrtských textech v mahájánském buddhismu Buddha instruuje své následovníky, aby se vyvarovali pojídání masa. Nicméně každá větev mahájánského buddhismu si vybírá sútru, kterou bude následovat; některé větve, včetně většiny tibetských a japonských buddhistů, jedí maso, zatímco mnoho čínských buddhistických větví ne.

### Křesťanství
Neexistuje specifické učení o stravování v tradičním křesťanství, kromě toho, že nic není zakázáno z náboženských principů. Křesťané se vždy mohli svobodně rozhodnout, co budou jíst; avšak uvnitř křesťanství existují skupiny, které z různých důvodů praktikují zvláštní stravovací omezení.
Časná křesťanská sekta známá jako ebionité je považována za vegetariány. Zachované fragmenty z jejich evangelia ukazují jejich víru, že – jako Kristus je velikonoční obětí a pojídání velikonočního beránka již není potřeba – tak vegetariánská strava může být (nebo měla by být) dodržována. Nicméně ortodoxní křesťanství nepřijímá jejich učení jako autentické. Ve skutečnosti jejich konkrétní příkaz k přísnému vegetariánství byl uváděn jako jeden z „omylů“ ebionitů.
Mnohem později se vegetariánské stravy držela Biblická křesťanská církev založená v roce 1809 reverendem Williamem Cowherdem. Cowherd byl jedním z filozofických předchůdců Vegetariánské společnosti. Povzbuzoval členy, aby se zdrželi jedení masa jako formy střídmosti.
Adventisté sedmého dne (ASD) jsou vyzýváni, aby se zapojili do zdravých stravovacích praktik a ovolaktovegetariánská strava je doporučována Výživovou radou Generální konference adventistů sedmého dne (GCNC).
Některé řeholní řády dodržují vegetariánskou stravu a členové pravoslavné církve jedí během půstů veganskou stravu. Existuje také silný vztah mezi kvakery a vegetariánstvím, sahající přinejmenším do 18. století. Tento vztah zesílil během 19. století společně s rostoucími obavami kvakerů v souvislosti s konzumací alkoholu, antivivisekcí a sociální čistotou. Spojení mezi tradicí kvakerů a vegetariánstvím vyvrcholilo založením Přátelské vegetariánské společnosti v roce 1902, „aby rozšířila svůj příznivější způsob života mezi Společnosti přátel“.
Podle kanonického práva jsou římští katolíci povinni zdržet se masa (všeho masa s výjimkou vodních živočichů) na Popeleční středu a všechny pátky postní doby, včetně Velkého pátku. Kanonické právo rovněž ukládá katolíkům zdržet se masa v pátek mimo postní dobu (s výjimkou některých svátků), pokud nejsou nahrazeny jiným kajícným úkonem. Omezení týkající se konzumace masa v těchto dnech je pouze aktem pokání, jeho důvodem nejsou náboženské námitky.

### Hinduismus

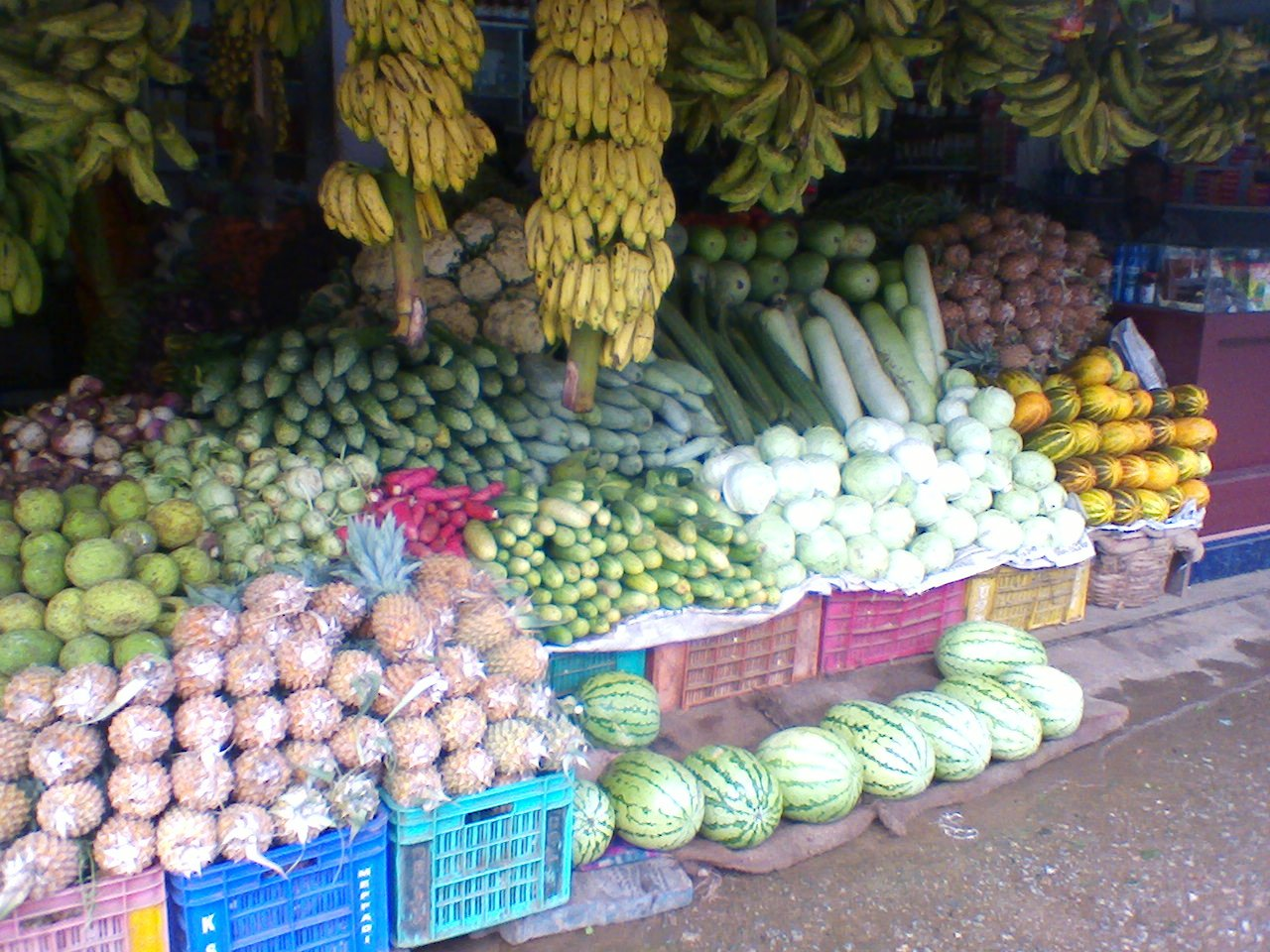
Obchod s ovocem a zeleninou v Meppadi

Ačkoli v hinduismu neexistuje žádné přísné pravidlo o tom, co konzumovat a co ne, jeho různé cesty dodržují vegetariánství jako ideál ovlivněný džinismem. Některé důvody jsou: princip nenásilí (ahinsá) aplikovaný na zvířata; záměr nabídnout božstvu pouze „čisté“ (vegetariánské) potraviny a pak je přijmout zpět jako prasád; a přesvědčení, že sattvická strava je prospěšná pro zdravé tělo a mysl. Jiné důvody mohou být nedostupnost masa a panovníky vynucené diety.
Stravovací návyky hinduistů se však liší v závislosti na jejich komunitě, umístění, zvycích a měnících se tradicích.

### Islám
Někteří stoupenci islámu nebo muslimové se rozhodli být vegetariáni ze zdravotních, etických nebo osobních důvodů. Volba, aby se stali vegetariány z nezdravotních důvodů může být kontroverzní kvůli konfliktu fatvy a rozdílných interpretací koránu. Počet vegetariánských muslimů se přesto zvyšuje.
Vegetariánství bylo praktikováno některými vlivnými muslimy včetně irácké teoložky, ženské mystičky a básnířky Rabi'a al'Adawiyya z Basry, která zemřela v roce 801, a srílanského sufíského mistra Bawa Muhaiyaddeena, který založil společenství Bawa Muhaiyaddeen ve Filadelfii v Severní Americe. Bývalý indický prezident Abdul Kalám byl také vegetarián.
V lednu 1996 oznámila Mezinárodní vegetariánská unie vytvoření Muslimské vegetariánské/veganské společnosti. Mnoho nevegetariánských muslimů si vybere vegetariánské (nebo mořské plody) možnosti při stolování v jiných než halal restauracích. Jde však o to, že nemají k dispozici správný druh masa, než že by celkově nejedli maso.

### Džinismus

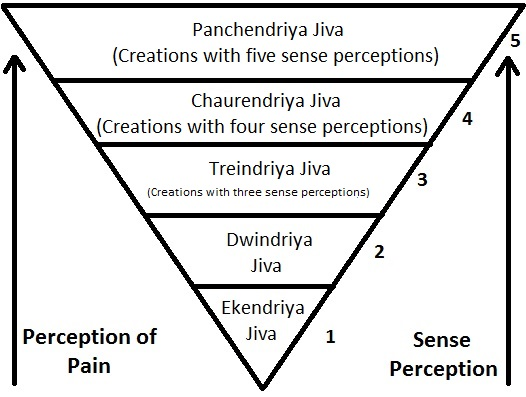
Potravinová pyramida džinistů na základě úrovně ahimsa (nenásilí)

Stoupenci džinismu věří, že všechny živé organismy, včetně mikroorganismů, jsou živé, mají duši a jeden nebo více z celkových pěti smyslů. Jdou do krajnosti v tom, aby se minimalizovala újma jakémukoliv živému organismu. Nejvíce džinistů jsou laktovegetariáni, ale přesvědčenější džinisté nejedí kořenovou zeleninu, protože věří, že obsahuje mnohem více mikroorganismů ve srovnání s jinou zeleninou. Tím, že ji jedí, je nevyhnutelné násilí na těchto mikroorganismech. Takže se zaměřují na jedení fazolí a ovoce, jejichž pěstování nezahrnuje zabíjení mnoha mikroorganismů. Nejsou povoleny produkty získané z mrtvých zvířat, protože když živá bytost zemře, mnoho mikroorganismů (označovaných jako rozkladači) se bude rozmnožovat v procesu rozkladu a pojídání mrtvoly tak znamená násilí na rozkladačích. Džinističtí mniši obvykle dodržují mnoho půstů a když se přes duchovní sily dozvědí, že jejich život bude již velmi krátký, začnou půst až do smrti. Někteří obzvláště oddaní jedinci jsou frutariáni. Med je zakázán, protože je to včelami natrávený nektar a může obsahovat vejce, výkaly a mrtvé včely. Některé džinisté nejedí části rostlin, které rostou pod zemí, jako jsou kořeny a bulvy, protože při vytahování rostlin nahoru mohou být zabita malá zvířata.

### Judaismus

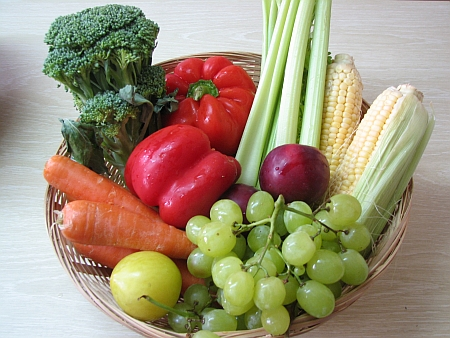
Mísa čerstvého ovoce a zeleniny pěstované v Izraeli

Židům není zakázáno jíst maso (požadováno je to podle některých tradic pouze při svátcích [Pessach, Sukot a Šavuot], ale ne o šabatu [pátek], kdy je vyžadován jen chléb a víno/hroznové šťávy), celá řada středověkých rabínů (např. Josef Albo a Izák Arama) si vážilo vegetariánství jako morálního ideálu, a to nejen kvůli blahu zvířat, ale i proto, že porážku může provádět osoba, která konáním takových činů rozvíjí své negativní charakterové vlastnosti. Jeden z moderních vědců, který byl zastánce vegetariánství, byl rabín Abraham Isaac Kook, vrchní rabín britské mandátní Palestiny. Ve svých spisech mluví o vegetariánství jako ideálu a poukazuje na skutečnost, že Adam neměl vzít maso z těla zvířat, neboť všichni lidé a zvířata měla původně Bohem přikázáno jíst pouze rostliny. Rabín Kook vegetariánství označuje za eschatologický ideál, ke kterému by se lidé měli vrátit. Osobně se zdržoval jedení masa s výjimkou sobot a svátků. Jeden z jeho hlavních učedníků, rabín David Cohen, známý jako „nazarejský“ z Jeruzaléma, byl vegetarián, stejně jako několik dalších členů rabínova okruhu.
Podle některých kabalistů pouze mystikovi, který je schopen vnímat a povýšit reinkarnovanou lidskou duši a „božské jiskry“, je povoleno konzumovat maso, i když jíst maso zvířete by mohlo způsobit duchovní škody. Řada ortodoxních židovských vegetariánských skupin a aktivistů podporuje tyto myšlenky a věří, že halachické povolení pojídat maso je dočasná shovívavost pro ty, kteří nejsou připraveni na vegetariánskou stravu. Židovský zákon přikazuje lidem, aby rituálně poráželi zvířata, jak zvířecí oběti, tak běžné porážky (šchita). Podle středověkého mudrce, rabína Šlomo Efraima Lunčice, autora komentářů k toře Kli jakar, složitost těchto zákonů byla zamýšlena k odrazení od konzumace masa a způsobování méně bolesti zvířatům.

### Rastafariánství
V rámci afrokaribské komunity jsou menšinou rastafariáni, kteří dodržují dietní předpisy s různým stupněm přísnosti. Nejvíce ortodoxní jedí jen stravu zvanou „ital“ nebo přírodní potraviny, nezřídka zeleninu, k níž jsou, v souladu s rastafariánským učením i dlouhou tradicí afrického původu, přidávány byliny nebo koření. „Ital“, který je odvozen od slova zásadní, znamená zásadní význam pro lidskou existence. Vaření jídel „ital“ zakazuje používání soli, masa (především vepřového), konzervačních látek, barviv a aromatizantů. Nejvíce rastafariánů jsou vegetariáni.

### Sikhismus
Principy sikhismu neprosazují zvláštní postoj k vegetariánství, ani ke konzumaci masa, ale ponechávají na jednotlivci rozhodnutí o jeho stravě. Desátý guru Góvind Singh na přelomu 17. a 18. století však zakázal „amritdharským“ Sikhům nebo těm, kteří následují Sikh Rehat marjádá (oficiální sikhský etický kodex), jíst tzv. kutha maso neboli maso, které bylo získáno ze zvířat zabitých rituálním způsobem. To je chápáno jako politický důvod pro zachování nezávislosti na tehdy nové muslimské nadvládě, kdy muslimové začali do značné míry držet rituální halal dietu.

## Životní prostředí, klima a stravování
| Skupina                               | Emise na den [kg CO2-ekvivalent] |
| ------------------------------------- | -------------------------------- |
| vysocí spotřebitelé masa (≥ 100 g/d)  | 7,2                              |
| střední spotřebitelé masa (50–99 g/d) | 5,6                              |
| spotřebitelé málo masa (< 50 g/d)     | 4,7                              |
| jedlíci ryb                           | 3,9                              |
| vegetariáni                           | 3,8                              |
| vegani                                | 2,9                              |

Vegetariánství životního prostředí (environmentální vegetariánství) vychází z obavy, že výroba masa a živočišných produktů pro masovou spotřebu, zejména ve velkochovech, je z hlediska ochrany životního prostředí neudržitelná. Podle iniciativy OSN z roku 2006 moderní postupy chovu zvířat masově přispívají ke znečišťování vzduchu a vody, znehodnocování půdy, změně klimatu a ztrátě biodiverzity. Iniciativa došla k závěru, že „sektor živočišné výroby se jeví jako jeden ze dvou nebo ze tří nejvýznamnějších přispěvatelů k nejvážnějším problémům životního prostředí na všech úrovních, od místní až po globální.“
Kromě toho je živočišná výroba velkým zdrojem emisí skleníkových plynů. Podle zprávy z roku 2006 je zodpovědná za 18 % emisí skleníkových plynů na světě, jak bylo odhadnuto pro stoleté CO2 ekvivalenty. Zdroje chovu hospodářských zvířat (včetně střevní fermentace a hnoje) tvoří asi 3,1 % amerických antropogenních emisí skleníkových plynů, vyjádřených v ekvivalentu oxidu uhličitého. Tento odhad Agentury pro ochranu životního prostředí USA je založen na metodách odsouhlasených Rámcovou úmluvou OSN o změně klimatu se 100letými potenciály globálního oteplování z tzv. Druhé hodnotící zprávy Mezivládního panelu pro změnu klimatu používané při odhadu emisí skleníkových plynů v ekvivalentech oxidu uhličitého.
Zvláštní zpráva Mezivládního panelu pro změny klimatu o změně klimatu, krajině a půdě schválená v srpnu 2019 mluví o spotřebě masa na Zemi, o emisích metanu z chovu přežvýkavců, které se proti roku 1961 zvýšily 1,7krát. Pamela McElwee, která je jedním ze spoluautorů kapitoly 6 a pracuje na Katedře lidské ekologie Rutgersovy univerzity na Fakultě životního prostředí a biologických věd, uvedla, že změna stravovacích návyků – „zejména ve vyspělých zemích Západu“ – může vést ke snižování „nadměrné“ spotřeby, k omezení „jídelníčků s vysokými emisemi skleníkových plynů“ s vysokou spotřebou jehněčího a hovězího, je „oboustranně výhodná“, protože řeší klimatickou krizi i zdravotní problémy. McElwee řekla, že bezpečnost potravin je hlavním problémem, protože existuje potenciál pro „potravinové krize, které mohou vzniknout“ na několika kontinentech najednou. Zpráva navrhuje řešení zahrnující „zvýšení produktivity půdy, menší plýtvání potravinami a přesvědčování více lidí, aby přesunuli svůj jídelníček od hovězího a jiných druhů masa“. Podle zprávy z 8. srpna 2019 PBS NewsHour by asi 15 % současných emisí mohlo být sníženo do poloviny století, pokud „lidé změní stravu, sníží spotřebu červeného masa a zvýší příjem rostlinné stravy, jako je ovoce, zelenina a semena“.
Maso vyrobené v laboratoři (nazývané in vitro maso) může být udržitelnější než běžná produkce masa. Reakce vegetariánů se liší. Chov relativně malého počtu pasoucích se zvířat může být prospěšný, dle zprávy Food Climate Research Network Univerzity v Surrey: „Trocha živočišné výroby je pravděpodobně dobrá pro životní prostředí.“
V květnu 2009 byl belgický Gent vyhlášen jako „první [město] na světě, které z ekologických důvodů provozuje vegetariánství alespoň jednou týdně“, když se místní úřady se rozhodly zavést „bezmasý den jednou týdně“. Místní orgány vyzvaly na plakátech obyvatele k účasti na vegetariánských dnech a byla vytištěna „vegetariánská uliční mapa“ pro propagaci vegetariánských restaurací. Školy v Gentu se zapojily do týdenního veggiedag („vegetariánský den“).
Podle časopisu The American Journal of Clinical Nutrition spotřebuje živočišná výroba, zejména výroba masa, 17x více půdy, 14x více vody a 10x více energie než výroba vegetariánských a veganských potravin srovnatelného rozsahu.

## Pracovní podmínky a stravování
Některé skupiny, jako je například PETA, propagují vegetariánství jako způsob, jak kompenzovat špatné zacházení a špatné pracovní podmínky pracovníků v současném masném průmyslu. Tyto skupiny citují studie, které ukazují psychologické škody způsobené prací v masném průmyslu, a tvrdí, že tento průmysl porušuje lidská práva dělníků „přidělením obtížných a stresujících úkolů bez adekvátního poradenství, školení a zpětného rozboru“.
Nicméně pracovní podmínky pracovníků v zemědělství zůstávají také neuspokojivé. Nehody, včetně otrav pesticidy, mezi zemědělci a pracovníky na plantážích, přispívají ke zvýšení zdravotních rizik, včetně zvýšené úmrtnosti. Podle Mezinárodní organizace práce je zemědělství jedním ze tří nejnebezpečnějších pracovních míst na světě.

## Ekonomika a strava

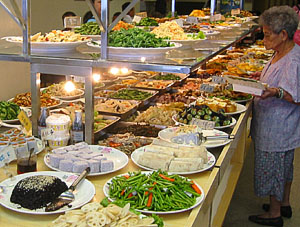
Tchajwanská buddhistická kuchyně

Koncept ekonomického vegetariánství je podobný environmentálnímu vegetariánství. Ekonomický vegetarián je někdo, kdo praktikuje vegetariánství buď z filozofických důvodů jako je zamezení světového hladovění, či z přesvědčení, že konzumace masa je ekonomicky nerozumná, nebo z nutnosti. Worldwatch Institute říká: „Masivní snížení spotřeby masa v průmyslových zemích zmírní zátěž jejich zdravotní péče při současném zlepšení veřejného zdraví; zmenšující se stáda hospodářských zvířat sníží tlak na využití půdy, což je základní prostředek k její regeneraci. Jak bude populace růst, nižší spotřeba masa na celém světě umožní efektivnější využití půdy a vody, jejichž podíl na hlavu se bude snižovat. Přitom bude možné učinit obilí dostupnější pro ty, kteří na světě chronicky hladoví.“

## Demografická struktura
Výzkumná studie provedená na více než 8000 lidech publikovaná v časopise British Medical Journal naznačuje, že děti s nadprůměrným IQ mohou mít v dospělosti vyšší šanci stát se vegetariány. Vegetariáni měli průměrné dětské IQ 105 ve srovnání s IQ 100 nevegetariánů. Nebyly zjištěny žádné rozdíly v IQ mezi přísnými vegetariány a těmi, kteří uvedli, že jedí ryby nebo kuřata.
Výzkumník Gordon Hodson podotýká, že se vegetariáni a vegani často setkávají s diskriminací tam, kde je jedení masa kulturní normou.

### Pohlaví
Výzkumná studie z roku 1992 provedená Yankelovičovým centrem pro výzkum sociálních věd (The Yankelovich Center for Social Science Research) došla k závěru, že „z 12,4 milionů lidí [ve Spojených státech], kteří si říkají vegetariáni, 68 % tvoří ženy, zatímco pouze 32 % jsou muži.“
Alespoň jedna studie ukazuje, že vegetariánky mají větší pravděpodobnost, že budou mít děti ženského pohlaví. Britská studie 6000 těhotných žen z roku 1998 zjistila, že u vegetariánských matek je poměr jen 85 chlapců na 100, i když celostátní poměr činí 106 narozených chlapců na 100 dívek. Zástupkyně Britské dietetické asociace, Catherine Collins, toto odmítla jako „statistickou náhodu“ vzhledem k tomu, že ve skutečnosti o pohlaví dítěte rozhoduje genetický příspěvek muže.

## Fyzická zdatnost a vegetariánská strava
Dle studie uveřejněné v Americkém žurnálu klinické výživy (The American Journal of Clinical Nutrition) není potvrzen ani vyvrácen vliv vegetariánské stravy na sportovní výkonnost, zejména je-li prováděna kontrola přísunu cukrů. Případné problémy s nerovnováhou živin lze kompenzovat dobře navrženým vegetariánským jídelníčkem v kontextu tréninku a sportovních výkonů.
Řada významných sportovců se hlásila nebo hlásí k vegetariánství či veganství, např. finský běžec Paavo Nurmi (9 zlatých medailí z olympijských her), americký atlet Carl Lewis (10 olympijských medailí), australský plavec Murray Rose (4 zlaté medaile z OH), českoamerická tenistka Martina Navrátilová, francouzská krasobruslařka Surya Bonalyová (pětinásobná mistryně Evropy), italský cyklista Fausto Coppi, italský fotbalista Gianluca Vialli, americké tenistky Chris Evert a Billie Jean Kingová, běžec Edwin Corley Moses (dvojnásobný mistr světa v překážkovém běhu, 2 zlaté medaile z OH), basketbalista Robert Parish či kulturista Bill Pearl.

## Vegetariánské organizace
Na světě existuje řada organizací, které sdružují vegetariány a propagují vegetariánský způsob života. Zastřešující světovou organizací je Mezinárodní vegetariánská unie, což je nezisková organizace. Na mezinárodní úrovni působí také Evropská vegetariánská unie, která zastřešuje vegetariánské společnosti Evropy. Existuje také řada vegetariánských organizací na úrovni států, které jsou často členy IVU nebo EVU.
- v Česku: Česká společnost pro výživu a vegetariánství,[200] Svoboda zvířat[201]
- v USA: PETA[202]
- ve Velké Británii: Vegetarian Society of the UK[203]
- v Německu: Vegetarierbund Deutschland,[204] Vegetarische Initiative[205]
- v Rakousku: Österreichische Vegetarier Union[206]
- v Polsku: Viva!Akcja Dla Zwierząt,[207] Stowarzyszenie Empatia,[208] Stowarzyszenie Empatia,[209] Stowarzyszenie Otwarte Klatki.[210]

## Vegetariánské akce

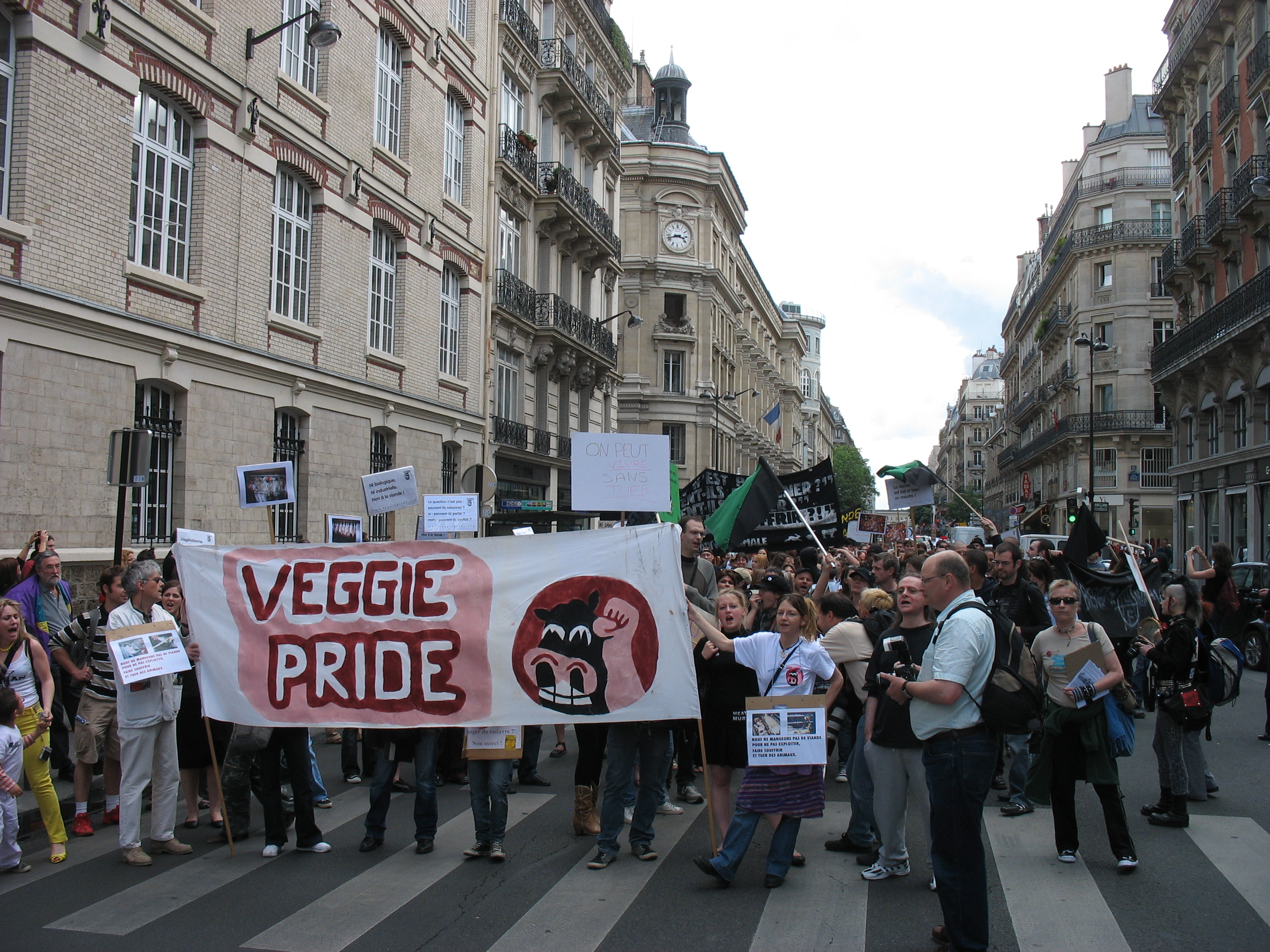
Veggie Pride v roce 2008 v Paříži

Vegetariáni a vegetariánské organizace pořádají různé akce. Nejdůležitější z nich je Světový den vegetariánství slavený 1. října.
Iniciátorem prvního Světového dne vegetariánství byla v roce 1977 North American Vegetarian Society a jeho cílem bylo zvýšení podvědomí o tomto životním stylu a jeho výhodách u laické veřejnosti. V pozdějších letech se k původnímu účelu přidaly i ekologické cíle, včetně souvislosti mezi chovem hospodářských zvířat a klimatickými změnami.
O měsíc později, 1. listopadu, bývá pořádán Světový den veganství.
Další vegetariánskou akcí je Veggie Pride – každoroční mezinárodní akce, která oslavuje a podporuje vegetariánství a veganství; v Česku je organizovaná pod názvem Veggie Parade. Jejím posláním je oslava etického způsobu života, snaha o porozumění mezi vegetariány, vegany a konzumenty živočišných produktů, seznámení veřejnosti s podmínkami života zvířat na farmách a ve velkochovech. V České republice proběhla první Veggie Parade v květnu 2009 v Praze, poslední se konala v roce 2018.
Existují také kampaně zaměřené na propagaci částečného vegetariánství, např. bezmasé pondělky.